# Blade Runner 2099
Blade Runner 2099 je připravovaný americký televizní sci-fi seriál od Prime Video, jehož hlavní tvůrkyně je Silka Luisa. Jedná se o součást franšízy Blade Runner a pokračování filmů Blade Runner (1982) a Blade Runner 2049 (2017). 
Hlavní natáčení probíhalo od začátku léta 2024 v Praze v barrandovských filmových ateliérech. Poslední klapka padla na konci prosince 2024. Jedná se o jeden z nejdražších filmových projektů realizovaných v Česku.  Seriál Blade Runner 2099 by měl být vydán v roce 2025.   

## Obsazení
| Michelle Yeoh       | Olwen, replikantka na konci své existence |
| Hunter Schafer      | Cora                                      |
| Dimitri Abold       |                                           |
| Lewis Gribben       |                                           |
| Katelyn Rose Downey |                                           |
| Daniel Rigby        |                                           |
| Tom Burke           |                                           |

## Děj
Příběh seriálu je zasazen 50 let po událostech z filmu Blade Runner 2049.

## Produkce

### Natáčení
Natáčení mělo probíhat v roce 2023 v severoirském Belfastu, ale projekt nabral zpoždění kvůli stávce scenáristů v Hollywoodu. Po skončení stávky produkce zcela opustila Severní Irsko a přesunula se do Prahy do barrandovských filmových studií. Hlavní natáčení oficiálně započalo na začátku července 2024 a mělo by pokračovat až do prosince. Vzhledem k sci-fi prostředí futuristického Los Angeles je očekáváno, že natáčení bude převážně probíhat v ateliérech Barrandov Studia, které si produkce prakticky celé pronajala téměř do konce roku 2024. Některé scény se budou natáčet i na vybraných lokacích v ČR, např. v centru Prahy, kde by produkce dle odborníků mohla využít některé brutalistní stavby. V Praze se natáčelo např. také v Karlíně v Žižkovském tunelu. Mezi dalšími lokalitami je bývalý kamenolom Borek nedaleko Chotěboře. V říjnu produkce natáčela v bývalých městských lázních v Jablonci nad Nisou.
Showrunnerkou projektu je Silka Luisa, režisérem prvních dvou epizod je Jonathan van Tulleken, který režíroval např. dvě epizody seriálu Šógun (2024), a který je zároveň výkonným producentem. Lokální produkci koordinuje česká společnost Film United.
Natáčení seriálu bylo oficiálně dokončeno v prosinci 2024.